# .cf
.cf es el dominio de nivel superior geográfico (ccTLD) para República Centroafricana.